# Königreich Mallorca
Das Königreich Mallorca (katalanisch Regne de Mallorca, lateinisch Balearicum Regnum, spanisch Reino de Mallorca, aragonesisch Reino de Mallorca, italienisch Regno di Maiorca, französisch Royaume de Majorque) war ein von 1229 bis 1715 existierendes Teilreich der Krone von Aragón, das auf Territorien im Nordosten des heutigen Spaniens und im Süden des heutigen Frankreichs lag. Das Königreich war während seiner gesamten Existenz mit der Krone Aragón assoziiert, wobei es zwischen den Jahren 1276 und 1344 von einem Seitenzweig des aragonesischen Königshauses regiert wurde. Es umfasste in dieser Zeit neben den Balearischen Inseln, nach denen es alternativ auch „Königreich der Balearen“ benannt wird, auch das heute französische Rossilló, die Cerdanya und die Herrschaft Montpellier; die Hauptstadt war Perpinyà. Von 1575 an wurde das Königreich im Namen der spanischen Krone von einem Vizekönig verwaltet.

## Geschichte
Jakob I., König von Aragón, entriss im Jahr 1229 Mallorca, die Hauptinsel der Balearen, dem islamischen Statthalter der Almohaden Abu Yahia. Jakob II. von Mallorca erbte als jüngerer Bruder von Peter III. im Jahr 1276 die Balearen sowie die katalanischen Grafschaften Rosselló, Cerdanya und die Stadt Montpellier, die er als unabhängiges Königreich Mallorca ausrief. Seinem Bruder Peter und dessen Nachfolgern war diese Abtrennung jedoch ein Dorn im Auge.
Das Königreich erlebte unter Jakob II. und seinem Nachfolger Sancho I. eine Blütezeit. Die Piraterie war vorerst ausgemerzt; Schiffbau, Waffenschmieden und Webereien lieferten begehrte Produkte. Der Seehandel blühte, die Bevölkerung nahm zu und es wurden neue Städte gegründet. Mallorquinische Seefahrer drangen immer weiter an der Atlantikküste Afrikas vor und die Kartographen Mallorcas genossen Weltruf.
Im Jahr 1344 eroberten Truppen von Peter IV. von Aragón die Herrschaftsgebiete von Jakob III., die Balearen und die Grafschaft Rosselló. Peter fügte diese Gebiete wieder in die Territorien der Krone von Aragón ein. Montpellier wurde im Jahr 1349 von Jakob III. an Frankreich verkauft, doch kurz darauf musste er fliehen. Noch im selben Jahr kehrte er mit einigen wenigen Truppen zurück, um sein Königreich zurückzuerobern, doch in der Schlacht von Llucmajor fiel er.

## Bauten
- Palast der Könige von Mallorca (1276–1309)
- Castell de Bellver (1300–1309)
- Kathedrale von Ibiza (13./14. Jh. später umgebaut)
- Kathedrale von Palma (1306–1601)